# 양지원 (공학자)
양지원(楊枝元, 1949년 ~ 2016년 1월 1일)은 대한민국의 공학자, 교육인이다.
서울대학교에서 학사 학위를 얻은 후, 노스웨스턴 대학교에서 박사학위를 취득하였다. 이후 그는 1986년에 KAIST에 교수로 입사했으며, 환경생명공학 분야의 광범위한 주제를 연구했다. 그는 200개 이상의 출판물을 보유하고 있으며 50명의 학생들을 지도했다.
이후 환경 또는 미세조류 생명공학 분야의 연구 혁신에 크게 기여한 공로를 인정 받아 대한민국 정부와 많은 학회로부터 여러 상을 받았다. 또한 학계, 시민사회, 정부 등 다양한 분야에서 다양한 활동을 보여주며 대한생명공학회 회장직과 대전시 녹색성장위원회 위원장직 등을 역임 했다.